# Gossypium cunninghamii
Gossypium cunninghamii là một loài thực vật có hoa trong họ Cẩm quỳ. Loài này được Tod. mô tả khoa học đầu tiên năm 1877.